# Blair Tomten
Blair Tomten (ur. 13 października 1982 w Eau Claire) – amerykańska skoczkini narciarska, trenerka amerykańskiej kobiecej kadry narodowej w skokach narciarskich.
Córka Dave'a Tomtena, skoczka narciarskiego i olimpijczyka.
Na międzynarodowej arenie zadebiutowała 27 stycznia 2001 w Schönwald podczas pierwszych zawodów FIS Ladies Grand Prix 2001, oddając skoki odpowiednio po 67,5 m i 61,0 m na skoczni normalnej. W kolejnych dwóch startach zajęła 23. miejsce. W klasyfikacji łącznej uplasowała się na 22. pozycji, ze stratą 374,0 punktów do Danieli Iraschko.
Członkini komitetu sportowego do spraw skoków narciarskich i kombinacji norweskiej w Amerykańskim Związku Narciarsko-Snowboardowym.
Jest sędzią międzynarodowym skoków narciarskich, ocenia między innymi zmagania w zawodach FIS Cup czy Pucharu Kontynentalnego.
W 2008 zaczęła uprawiać skeleton. W sezonie 2011/2012 zanotowała jedyne występy w oficjalnych zawodach międzynarodowych w tej dyscyplinie, biorąc udział w Pucharze Północnoamerykańskim (ang. North American Cup). We wszystkich sześciu startach w tym cyklu, które miały miejsce w listopadzie i grudniu 2011, plasowała się w czołowej dziesiątce, w najlepszym starcie (1 grudnia 2011 w Lake Placid) zajmując 5. miejsce.